# Pablo Zarnicki
Pablo Zarnicki (Buenos Aires, 12 de novembre de 1972) és un jugador d'escacs argentí, que té el títol de Gran Mestre des de 1994.
A la llista d'Elo de la FIDE del juliol de 2020, hi tenia un Elo de 2514 punts, cosa que en feia el jugador número 11 (en actiu) de l'Argentina. El seu màxim Elo va ser de 2570 punts, el juliol de 1995.

## Resultats destacats en competició
Va guanyar el Torneig del Mar del Plata l'any 1989. L'any 1992 va guanyar el Campionat del món juvenil a Buenos Aires.
Va ser dues vegades subcampió del Campionat de l'Argentina, els anys 1994 i 1999, ambdós cops per darrere del GM Pablo Ricardi.
Es va retirar dels escacs competitius el 2008, i es va dedicar principalment a impartir classes. Va retornar a la competició el desembre de 2024, quan es va proclamar campió argentí d'escacs ràpids, per davant del Gran Mestre Leandro Krysa.

### Participació en competicions per equips
Zarnicki va participar representant l'Argentina en cinc Olimpíades d'escacs, els anys 1992 a Manila, 1994 a Moscou, 1996 a Erevan, 2002 a Bled i 2006 a Torí, aconseguint la medalla de plata individual en el quart tauler a Moscou.
També va participar amb la selecció argentina a la 5a edició dels Jocs Panamericans per equips, a Cascavel el 1995, on ocupà el primer tauler, i obtingué una medalla de bronze per la seva actuació individual.
Els anys 1993 i 1997 es va proclamar amb l'equip argentí campió del món d'equips menors de 26 anys.